# Campiglossa doronici
Campiglossa doronici este o specie de muște din genul Campiglossa, familia Tephritidae. A fost descrisă pentru prima dată de Friedrich Hermann Loew în anul 1856. Conform Catalogue of Life specia Campiglossa doronici nu are subspecii cunoscute.